# Felipe Varela
Felipe Varela (Huaycama, département de Valle Viejo, province de Catamarca, Argentine, 1821 – Nantoco (dans l'ancienne province d'Atacama), Chili, 1870) était un grand fermier et militaire argentin. Il fut l’animateur du dernier des pronunciamientos proclamés par des caudillos de l’interieur contre l’hégémonie politique nationale conquise par la province de Buenos Aires à l’issue de la bataille de Pavón de 1861. Opposé à la guerre de la Triple Alliance, il reçut le sobriquet de « Quichote des Andes » en raison du défi qu’il lança au gouvernement central avec une petite armée de moins de 5000 hommes, faisant face en effet, à la tête de ses troupes, aux forces armées nationales dans la région des Andes et de Cuyo pendant plusieurs années. Finalement vaincu, il mourut exilé au Chili.
La figure de Varela, comme celle de tant d’autres de cette époque, reste fortement controversée. Si les partisans de la faction libérale le considéraient comme un rustre sanguinaire, les historiens révisionnistes en revanche mirent en relief son opposition à Bartolomé Mitre et à la guerre de la Triple Alliance ; d’autres auteurs ont dit leur estime pour la lucidité de son Manifeste de décembre 1866 par lequel il exprima son opposition à Mitre, texte qui demeure l’une des énonciations les plus achevées et les plus poignantes de l’idéologie fédéraliste.

## Débuts comme combattant fédéraliste
Felipe Varela naquit en 1821, peut-être le 11 mai, comme fils du caudillo fédéraliste Javier Varela et de María Isabel Ruarte ou Rubiano (sic), et reçut le baptême le 9 juin 1822, à l’âge de 1 an, sous le prénom de Juan Felipe, du prêtre Francisco Jacobo de Acuña, dans la chapelle de la ville de San Isidro, actuel chef-lieu du département de Valle Viejo, dans la province de Catamarca.
Dans la décennie 1840, Varela, possédant des domaines à Guandacol, dans l'ouest de la province de La Rioja, combattit le gouvernement de Juan Manuel de Rosas. La persécution exercée par le gouverneur de Buenos Aires le conduisit à l’exil au Chili, où il se joignit à l’armée de ce pays ; à la suite de la chute de Rosas en 1852, il revint en Argentine et s’engagea dans les rangs de l’armée de la Confédération, où il occupa le poste de commandant en second de la frontière à Río Cuarto, dans le sud de la province de Córdoba.
En 1861, il se battit sous les ordres de Justo José de Urquiza à la bataille de Pavón, laquelle marqua le triomphe militaire et politique de la faction portègne et inaugura l’hégémonie mitriste sur le pays tout entier. Après la défaite, il rejoignit les rangs du « Chacho » Peñaloza lors du soulèvement dirigé par celui-ci contre les nouvelles autorités nationales.
En tant que protégé du « Chacho », il fut nommé chef de la police à La Rioja. En 1863, il envahit la province de Catamarca, puis lutta contre les forces de Wenceslao Paunero à la bataille de Las Playas, en juin 1863, et à celle de Lomas Blancas. À la suite de l’assassinat de Peñaloza, Varela se réfugia en Entre Ríos, où il devint aide de camp du gouverneur Urquiza.
Un an plus tard, il s’en retourna au Chili, où il entretint des contacts avec la dénommée Unión Americana, réseau de correspondants appartenant aux milieux intellectuels de cette époque, qui avait été mis sur pied pour dénoncer les attaques européennes dirigées contre le Pérou et avait protesté avec énergie contre l’appui apporté par l’Argentine et le Brésil à la révolution de Venancio Flores en Uruguay. D’autre part, le réseau accusait le Brésil et le gouvernement argentin d’être à l’origine de la guerre du Paraguay.

## Révolution desColorados

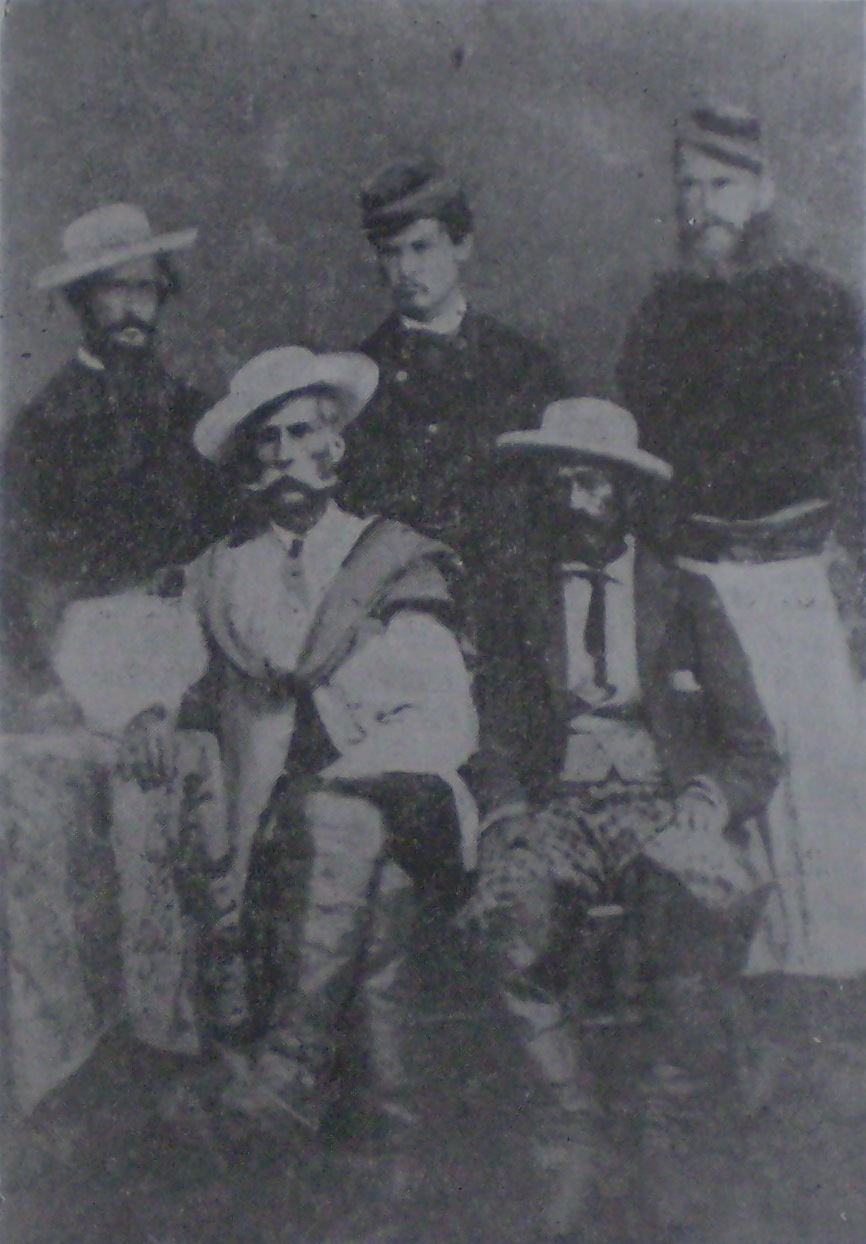
Felipe Varela, assis à gauche.

Virulent opposant au gouvernement de Buenos Aires, Varela perçut l’impopularité de la guerre du Paraguay et décida d’intervenir une nouvelle fois. Ayant pu, grâce à ses contacts avec l’Unión Americana, saisir en profondeur le processus politique dans lequel son pays était entraîné, et bien instruit des décisions diplomatiques entourant la mise sur pied de la Triple Alliance et des motivations de Mitre, Varela entreprit d’organiser une campagne militaire pour rentrer dans son pays. Tout d’abord cependant, manquant d’argent, quoiqu’ayant liquidé ses possessions, il ne fut en mesure de rien faire pendant de longs mois. Mais quelque officier chilien s’étant mis en tête qu’attaquer l’Argentine serait à ce moment-là une bonne idée, il mit à la disposition de Varela, sans permission de ses supérieurs, un groupe de soldats. Il désigna chef de ce corps un certain commandant Estanislao Medina, qui fut ainsi placé à la tête de quelque 150 soldats chiliens favorables à sa cause, dotés d’armes automatiques, peu nombreuses mais d’une grande efficacité.
Fin 1866, Varela avait donc décidé d’ores et déjà de pénétrer dans son pays, ce qui eût été une folie en l’absence d’appui à l’intérieur ; cependant la révolution dite des Colorados, qui éclata en novembre, vint opportunément à son secours.
Le 11 novembre 1866 en effet eut lieu à Mendoza une mutinerie des troupes destinées à partir à la guerre du Paraguay, menée par le colonel Juan de Dios Videla. Les mutins élargirent les prisonniers de la maison d’arrêt, parmi lesquels se trouvait le docteur Carlos Juan Rodríguez, fédéraliste originaire de San Luis, que Videla fit nommer gouverneur de Mendoza. En seulement deux jours, les rebelles eurent la province tout entière sous leur domination. Peu de jours plus tard, ils battirent le colonel uruguayen Pablo Irrazábal, l’assassin de Peñaloza. Ensuite, Videla se rendit dans la province de San Juan, dont il vainquit et expulsa début janvier 1867 le gouverneur pour prendre lui-même sa place, puis dans la foulée défit les troupes du colonel Julio Campos, gouverneur unitaire de la province de La Rioja, lors de la bataille de Rinconada del Pocito.
Le commandement militaire de la révolution resta aux mains du colonel Felipe Saá, qui de son côté récupéra la province de San Luis. Ainsi les rebelles s’étaient-ils en très peu de temps saisi du pouvoir dans toute la région de Cuyo. Ils pouvaient en outre compter sur le soutien du gouverneur de Córdoba, Mateo Luque.
Après avoir mobilisé, à travers tout le pays, les montoneras (troupes irrégulières locales) résiduelles d’autres caudillos décédés, et leur avoir adjoint des combattants chiliens, Varela fit mouvement vers le territoire argentin arborant un drapeau avec la devise « ¡Federación o Muerte ! » (La Fédération ou la Mort). À San José de Jáchal, dans la province de San Juan, il lança le 10 décembre 1866 sa proclamation révolutionnaire intitulée Manifeste du général Felipe Varela à l’attention des peuples américains :
« La charte constitutionnelle fédérale, démocratique et républicaine, la plus belle et la plus parfaite, que les valeureux Entrerrianos donnèrent au prix de leur sang précieux, vainquant à Caseros le centralisme odieux des faux fils de la Buenos Aires cultivée, a été, de l’année soixante-et-un jusqu’à aujourd’hui, violée et mutilée par Mitre et son entourage de sbires. »
« ARGENTINS ! Le pavillon de Mai qui, rayonnant de gloire, flottait victorieux des Andes jusqu’à Ayacucho, et que la fatalité fit échoir, pendant la funeste journée de Pavón, entre les inaptes et fébriles mains du caudillo Mitre, a été lâchement traîné à travers les bourbiers d’Estero Bellaco, Tuyuty, Curuzú et Curupayty. Notre nation, si heureuse auparavant, si grande en puissance, si riche en avenir, si parée de gloires, a été humiliée comme une esclave, restant endettée à hauteur de cent millions et son haut nom ainsi que ses grandes destinées compromis par le caprice barbare du susnommé Portègne, qui à la suite de la défaite de Cepeda, jura, larmoyant, de la respecter. »
« VALEUREUSES GENS D’ENTRE RÍOS ! Les frères qui partagent votre cause dans les autres provinces vous saluent, en marchant vers le champ de la gloire, où ils vous attendent. Votre illustre chef et compagnon d’armes, le magnanime capitaine-général Urquiza, vous accompagnera, et sous ses ordres, tous ensemble, une fois encore, nous vaincrons les ennemis de la cause nationale. »
« À lui et à vous il incombe de conclure la grande œuvre que vous commençâtes à Caseros, de la mémorable journée de laquelle surgit notre rédemption politique, consignée dans les pages de notre belle Constitution que, sur ce champ d’honneur, vous écrivîtes avec votre sang. »
« Si grande est la haine que ces fratricides Portègnes éprouvent à l’endroit des Provinciaux, que nombre de nos villages ont été désolés, saccagés et assassinés par les fourbes poignards des décapiteurs attitrés : Sarmiento, Sandes, Paunero, Campos, Irrazával et plusieurs autres, dignes de Mitre. »
« Assez de victimes immolées par le caprice de petits chefs sans loi, sans cœur, sans conscience ! Cinquante mille victimes immolées sans raison justifiable apportent le témoignage flagrant de la triste et insupportable situation que nous traversons et qu’il est temps de contenir ! »
« À bas les infracteurs de la loi ! À bas les traîtres à la Patrie ! À bas les marchands des croix d’Uruguaiana, au prix de l’or, des larmes et du sang argentin et oriental ! »
« ARRIÈRE les usurpateurs des rentes et droits des provinces au bénéfice d’un peuple vain, despote et indolent ! SOLDATS FÉDÉRAUX ! Notre programme est la stricte mise en œuvre de la constitution jurée, l’ordre commun, la paix et l’amitié avec le Paraguay, et l’union avec les autres républiques américaines. Malheur à qui déroge à ce programme ! »
« Compatriotes nationalistes ! La lice nous montrera l’ennemi. C’est là que vous invite à recueillir les lauriers du triomphe ou la mort votre commandant et ami. »
La Rioja tomba aux mains des fédéralistes à la faveur d’une rébellion militaire contre le commandant Irrazábal, auteur de l’assassinat du Chacho Peñaloza. Peu de temps après se joignirent à Varela plusieurs autres caudillos, d’envergure moindre, comme Santos Guayama, Sebastián Elizondo et Aurelio Zalazar, en conjonction avec lesquels ils parvint à former une armée de plus de 4 000 hommes.
Varela se rendit maître de l’ouest des provinces de La Rioja, s’empara de la ville de La Rioja, puis, retournant dans l’ouest après la victoire du montonero chilien Estanislao Medina sur l’ancien gouverneur de Catamarca Melitón Córdoba, qui périt dans la bataille, le 4 mars près de Tinogasta, s’empara également des départements occidentaux de Catamarca à l’aide d’une force de 2 000 hommes. Dans toute cette zone, ainsi que dans la majeure partie de l’intérieur du pays prédominait un franc sentiment fédéraliste. Les deux bataillons avec lesquels il s’était lancé depuis le Chili, et dans lesquels figuraient quelques soldats et officiers chiliens, s’étaient entre-temps transformés en une armée de plusieurs milliers d’hommes, et allèrent jusqu’à totaliser près de 5 000 montoneros, c'est-à-dire la force la plus importante que le parti fédéraliste eût jamais mis en armes depuis la bataille de Pavón.
Devant le tiède accueil que leur réserva Urquiza, sur qui ils avaient d’abord compté pour prendre la tête du soulèvement, ils planifièrent leurs actions depuis leur quartier-général de Jáchal. Varela serait chargé de soulever les provinces occidentales, tandis que Saá et Videla avanceraient sur le Litoral, où ils espéraient amener à se joindre à eux quelque dirigeant fédéraliste. Dans l’hypothèse la plus hardie, ils pourraient s’assurer le soutien de Timoteo Aparicio en Uruguay, en même temps que celui du parti Blanco de ce pays.

## Écrasement de la rébellion
La situation était devenue réellement périlleuse pour le gouvernement de Bartolomé Mitre, qui se trouvait alors personnellement au commandement des armées alliées au Paraguay. Il dut rentrer à Rosario pour y organiser les troupes destinées à affronter la sédition, à la tête desquelles il plaça José Miguel Arredondo, Wenceslao Paunero — revenus du Paraguay — et Antonino Taboada, frère du gouverneur de Santiago del Estero.
En mars, l’armée, sous les ordres de Paunero, reçut à Rosario l’équipe moderne retirée du front paraguayen, et amorça son avancée sur Córdoba, où déjà le ministre de la guerre, Julián Martínez, s’était transporté pour y imposer l’autorité civile du gouvernement central. Alerté de la marche de l’armée fédéraliste, commandée par le général Juan Saá, frère de Felipe, fraîchement arrivé du Chili, Paunero dépêcha Arredondo pour l’intercepter. Dans la matinée du 1er avril 1867, les forces de montoneros et leurs alliés ranquels, qui avaient apporté aux insurgés 500 lanciers, furent vaincues lors de la bataille de San Ignacio, sur la rive du río Quinto ; les troupes fédéralistes, qui semblaient d’abord sur le point de l’emporter, furent finalement détruites par l’action décisive de l’infanterie de Luis María Campos, qui sut inverser le sens de la bataille.
Les dirigeants fédéralistes s’enfuirent tous au Chili. Varela cependant, qui se trouvait à ce moment encore trop loin pour être instruit de ce qui s’était passé, avança sur la ville de Catamarca, mais, près d’arriver, apprit que Taboada s’était emparé de La Rioja. Commettant une lourde erreur, il fit alors route vers La Rioja, dans le but de faire front.
Après avoir envoyé un émissaire à Taboada pour lui proposer de combattre en dehors de la ville, dans le souci de réduire les dommages civils, Varela se mit donc en marche vers La Rioja. Cependant, il négligea de prévoir des provisions d’eau suffisantes dans ce désert, ce que Taboada exploita cavalièrement : il prit position au lieu dénommé Pozo de Vargas, l’unique source d’eau entre Catamarca et La Rioja, et y attendit Varela. À son arrivée, ce dernier s’aperçut qu’il ne pouvait poursuivre son chemin sans faire donner de l’eau à ses hommes, et décida d’attaquer, sonnant le signal de la bataille de Pozo de Vargas.
Si la première charge des fédéralistes, dirigée par le Chilien Estanislao Medina, fut un succès, la position stratégique des troupes de Taboada et la supériorité de son artillerie empechèrent les fédéralistes de l’emporter au terme des combats subséquents, qui se prolongèrent pendant près de huit heures. Pourtant, par une habile manœuvre, le capitaine montonero Sebastián Elizondo sut mettre la main sur les animaux et le parc d’armes de Taboada, mais l’effet en fut anéanti par son empressement à s’éloigner avec le butin au lieu de reformer les rangs et de réintégrer le champ de bataille. Varela dut se retirer avec moins de 180 hommes d’effectif, laissant le champ à une armée nationale elle aussi fort mal en point.

## Résistance de Varela
Arrivé à Jáchal peu de jours après, il y apprit la défaite de Saá, et tâcha de regrouper avec les siens les hommes débandés de ce dernier. Toutefois, au lieu de fuir pour le Chili, il résolut d’adopter une tactique de guérilla. Le 21 avril, devant l’avancée de Paunero, il quitta Jáchal et, « se jetant à la montagne », devait, de cette position, harceler les forces régulières de ses adversaires, mettant à profit sa meilleure connaissance du terrain.
Le 5 juin, aux environs de Las Bateas, il s’élança inopinément sur le campement de Paunero, et s’en fut avec les chevaux et les munitions. Le 16 du même mois, mettant en œuvre ses faibles moyens, il attaqua par surprise, dans le ravin de Miranda, un groupe de conscrits emmenés par le colonel José María Linares, qui promptement délaissèrent le drapeau national pour se joindre à lui, en désobéissant à leurs officiers. Il fit Linares prisonnier et lui demanda ce qu’il eût fait si la situation avait été inverse. Linares répondit qu’il l’eût tué comme un chien ; à la suite de quoi Varela le fit fusiller.
Ce type d’actions d’escarmouche allaient perdurer pendant des mois, contraignant le gouvernement central à maintenir ses troupes — baptisées « Armée intérieure » — en alerte permanente dans la région. Estanislao Medina fit transpercer d’une lance Tristán Dávila, le plus fortuné et le plus capable des chefs du parti unitaire de La Rioja. Après Pozo de Vargas, la guerre commença à perdre son caractère quasi romantique : les assassinats des « nationaux » appelaient rétorsions et représailles, et bientôt le territoire entier se trouva en proie à des campagnes réciproques d’assassinats et de mises à sac.
À peine l’armée de Taboada se fut-elle retirée (du reste en emportant tout le bétail qu’elle trouva sur son chemin), que les montoneras d’Elizondo et de Zalazar prirent La Rioja, permettant à Varela d’occuper la ville pendant un peu plus d’une semaine. Cependant, n’ayant garde d’attendre le retour de Taboada, lequel faisait à nouveau mouvement vers le sud, il entreprit de se replier sur Chilecito, mais fut attaqué en chemin et battu.
Sans plus aucun espoir, il renvoya Medina au Chili et chercha asile dans la Puna. Alors que ses ennemis le croyaient déjà réfugié en Bolivie, il réapparut à l’improviste dans les vallées Calchaquies, dans la province de Salta. Début octobre, il réussit à avancer jusqu’au centre de cette province, poursuivi par le colonel Octaviano Navarro, vieil allié du Chacho, que peu de semaines auparavant Varela escomptait encore pouvoir convaincre de rejoindre la révolution. Curieusement, Navarro le poursuivit de près sans jamais l’atteindre, les deux hommes rechignant en effet à engager le combat.
Les habitants de la Salta dressèrent des barricades dans les principales rues de la ville et, surexcités par le mythe de la cruauté de Varela répandu par les libéraux, se disposèrent à résister. Varela les invita à combattre hors de la ville, afin de préserver celle-ci des effets d’une bataille de rue. Les Salteños cependant déclinèrent cette injonction et après une lutte héroïque des deux côtés, qui dura deux heures et demie, les fédéralistes se rendirent maîtres de la ville, mais au prix de la perte d’une moitié de leurs effectifs dans les combats.
Ayant appris que Navarro s’approchait, Varela évacua Salta en direction du nord, avec les quelques canons sur lesquels il avait mis la main dans la ville et avec moins de poudre qu’il n’en détenait auparavant. Il se dirigea à San Salvador de Jujuy, ville qu’il occupa, elle aussi, brièvement. Dans les premiers jours de novembre, il s’introduisit en Bolivie, où il obtint l’asile du président Mariano Melgarejo, se réfugiant temporairement à Potosí.
Cependant, les vicissitudes de la politique bolivienne eurent tôt fait de compromettre son asile, le portant en décembre 1868, incité par la mise à mort du caudillo de La Rioja Aurelio Zalazar, à reprendre, en compagnie de deux centaines d’hommes, le chemin de Salta. Le 12 janvier 1869, un petit contingent national le battit à Pastos Grandes, dans la Puna, dispersant définitivement sa troupe.

## Mort et posterité
Phtisique et dénué d’appui, Varela se réfugia au Chili. Le gouvernement de ce pays, peu désireux de donner l’hospitalité à un insurgé récidiviste, le maintint brièvement en observation avant de l’autoriser à se fixer à Copiapó. Le 4 juin, la maladie eut raison de sa vie. Le gouvernement de Catamarca rapatria ses restes, malgré l’opposition de l’exécutif national dirigé par Domingo Faustino Sarmiento.
En août 2007, la législature de Catamarca adressa au gouvernement national une requête pour élever à titre posthume le colonel Felipe Varela au grade de général de la Nation, requête à laquelle il fut fait honneur en juin 2012 par la présidente Cristina Fernández de Kirchner.